# وسام المانع
وسام صالح الحمد المانع مواليد 1975 في الدوحة، رجل أعمال قطري، وملياردير، يملك عدة شركات في مجموعة «المانع» للشركات. تزوج المغنية الأمريكية جانيت جاكسون في 2012.

## زواجه
جاكسون (46 عاماً) والمانع (37 عاماً) تزوجا عام 2012، وأعلنوا في بيان أرسل إلى برنامج «انترتينمنت تونايت» الترفيهي «الشائعات بشأن حفل زفاف باذخ ليست صحيحة، تزوجنا العام الماضي في حفل هادىء وخاص وجميل».
وأضاف البيان «كانت هدايا الزواج لبعضنا مساهمات لمؤسساتنا الخيرية للأطفال التي يدعمها كل منا». ويعرف عن المغنية الأمريكية إبقاء حياتها الخاصة بعيدا عن وسائل الإعلام ونادرا ما تتحدث عن أزواجها السابقين.
و هذا هو الزواج السري الثاني لجاكسون، فقد تزوجت سرا في عام 1991 من الراقص والمخرج وكاتب الأغاني رينيه اليزوندو الابن قبل أن ينفصلا في عام 2000. كما تزوجت جاكسون عندما كان عمرها 18 عاما من المغني جيمس ديبارج في عام 1984 لكن الزواج أبطل بعد أقل من عام.

## وصلات خارجية
- الموقع الإلكتروني